# エバンズビル (インディアナ州)

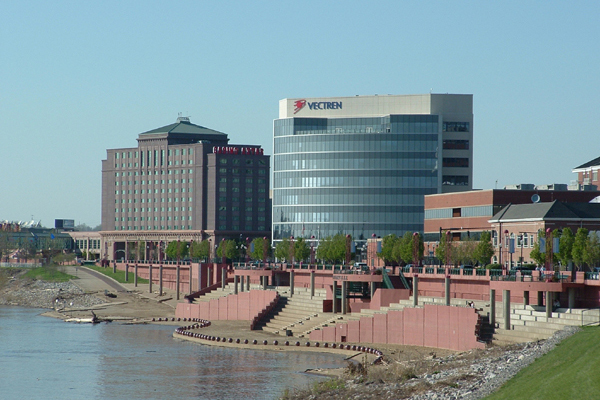
エバンズビルのダウンタウン

エバンズビル（Evansville）は、アメリカ合衆国インディアナ州の都市。バンダーバーグ郡の郡庁所在地である。人口は11万7298人（2020年）。インディアナポリス・フォートウェインに続く州第3の都市で、州南西部の商業、医療、文化の中心地である。インディアナ州・イリノイ州・ケンタッキー州3州またがる都市圏人口は35万8676人（2010年）である。
市は大きく蛇行するオハイオ川中流域の北岸に位置し、River Cityという別名を持っている。現存するエンジェル・マウンズの近くに少なくとも紀元前8,000年にはマウンド・ビルダーと呼ばれる先住民が暮らしていた。1812年、白人入植者がやってきて、1819年、町が形成された。この地域の経済基盤は安定性、多様性、存続性とされている。ニューヨーク証券取引所上場5社の本社およびNASDAQ上場2社がある。
エヴァンズヴィル大学は『USニューズ&ワールド・レポート』誌により中西部の地方大学で常に10位以内にランクされる小規模私立大学である。サザン・インディアナ大学は市境すぐ西に位置する、エヴァンズヴィル大学より規模の大きい公立大学である。ダウンタウンに位置するシグネチャー・スクールは全米の高等学校で常に10位以内にランクされるチャーター・スクールである。エヴァンズヴィル・ヴァンダーバーグ公立図書館も全米有数の図書館とされている。
この地域の最も人気のアトラクションはトロピカーナ・エヴァンズヴィルで、インディアナ州初の船型カジノである。Kiplinger により、全米で「住む、働く、遊ぶ」のに適した場所として、2008年に第1位に、2009年に第11位に選ばれた。

## 歴史
約200年前、移民により植民され、エヴァンズヴィルの町はオハイオ川の緩やかな馬の蹄鉄型の沿岸に形成された。もともとこの地にはミシシッピアン族のネイティブ・アメリカンが住んでいた。そこにフランス人入植者たちが住みつくようになり、オハイオ川の雄大さにより初期のフランス人探検家はこの地をフランス語で「美しい川」という意味であるLa Belle Riviereと名付けた。1812年3月27日、ヒュー・マガリー・ジュニアは定住のための土地を購入し、マガリーズ・ランディングと名付けた。1814年、人々の興味を惹くため、米英戦争のウィリアム・ハリソン少将の隊の将校ロバート・モーガン・エヴァンズ(1783年–1844年)に因んでエヴァンズヴィルと名付けた。1817年、マガリー、エヴァンズ、ジェイムス・W・ジョーンズは1814年の都市計画を大幅に見直した。1818年、ヴァンダーバーグ郡が制定され、エヴァンズヴィルが郡庁所在地となった。
蛇行するオハイオ川に面した地の利を生かし、エバンズビルは蒸気船による水上交通の要衝として、そして商業都市として栄えた。1819年には正式な町となり、1847年には市に昇格した。五大湖とオハイオ川を結ぶWabash and Erie Canal が建築され、都市は急速に発展した。1853年、この運河が完成し、同年、エヴァンズヴィルの最初の鉄道であるEvansville and Crawfordsville Railroad (E&CR)がテレホートまで開通した。E&CRの創立者はカリフォルニア州サンディエゴの港を管理する半島にHotel del Coronado を設立した。彼は私有列車で友人達を招き、十二夜を祝ってからエヴァンズヴィルに戻った。なお、この新しいホテルは翌年の十二夜まで使われることはなかった。1890年の国勢調査では、エバンズビルは全米第56位の人口規模を誇る都市へと成長した。しかし、1900年代以降はその順位は徐々に下がっていった。
1932年にはエヴァンズヴィルとケンタッキー州ヘンダーソンを結ぶ、オハイオ川を渡る最初の幹線道路橋がかけられた。1937年、オハイオ川が洪水を起こし、エバンズビルに大きな被害をもたらした。それに対し、郡および市では堤防やコンクリート製の壁、排水ポンプ場を建設して治水に努めた。
第二次世界大戦中、エバンズビルは戦車揚陸艦の内陸最大の製造所となった。またP-47Dsとして知られるP-47サンダーボルトの特別機の製造を行なっていた。この工場は後にWhirlpool の電化製品、主に冷蔵庫の製造工場として使われるようになった。これらの航空機はニューヨーク州ロングアイランドのFarmingdale でも製造されていた。エヴァンズヴィルの航空機の番号は末尾に「-Ra」が、ファーミンデイルの航空機には「-Re」が付けられていた。エヴァンズヴィルでは戦中、P47の約半数の6,242機が、167機の戦車揚陸艦が製造された。
1950年代初頭、製造業は急速に拡大した。1950年代も後半に入るとエバンズビルでも郊外化が進行していった。人口の流出により、商業はダウンタウンから郊外のショッピング・センターへと推移していった。1963年、インディアナ州初のモールとなるワシントン・スクエア・モールが開店した。
1970年代に入ると、エバンズビルは3州にまたがる都市圏の商業、医療、サービス業の中心地へと変遷した。1990年代には、サザン・インディアナ大学の発展に伴い、経済も再び上昇した。北郊のプリンストン市（Princeton）にトヨタ自動車が進出したり、AKスティールの工場や、オハイオ川に浮かぶインディアナ州初のカジノ船であるトロピカーナ・エヴァンズヴィル(旧カジノ・アズター)ができたりと経済の多様化が見られ、雇用に寄与するようになった。
2005年11月6日、エバンズビルで竜巻が発生し、死者24人を出した。

## 地理

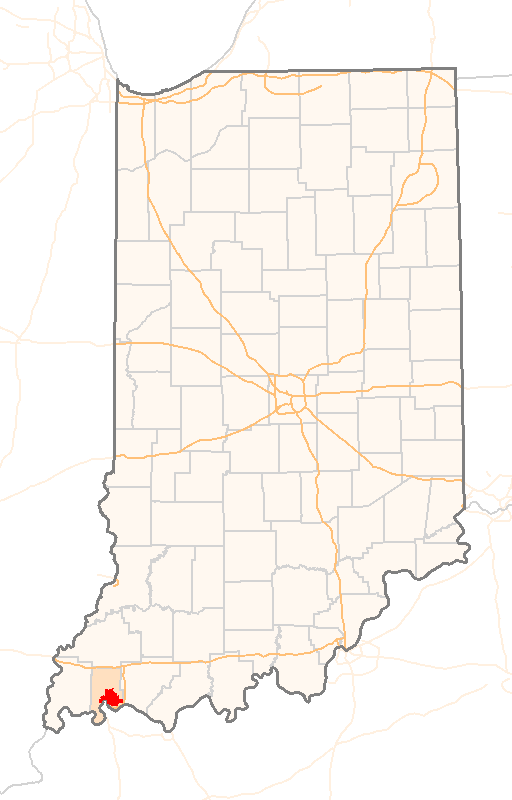
州内の位置

エバンズビルは北緯37度58分38秒 西経87度33分2秒 / 北緯37.97722度 西経87.55056度（37.977166, -87.550566）に位置している。
アメリカ合衆国統計局によると、エバンズビル市は総面積115.57km²（44.62mi²）である。このうち114.35km²（44.15mi²）が陸地で1.22km²（0.47 mi²）が水域である。総面積の1.05%が水域となっている。
市の南端はオハイオ川に面している。市内のほとんどが浅い低地となっており、緩やかに起伏している丘陵に囲まれている。西側の丘の上にはバーデット公園、メスカー円形競技場、メスカー動物公園などがある。東側の一部は州間高速道路164号線の近くに堤防で守られた低地が発展した。他の著名な場所として、240エーカー(1.0km2)のウエセルマン森林自然保護区やエヴァンズヴィル南東ニューバーグとの間に位置するアメリカ合衆国国定歴史建造物のエンジェル・マウンズなどがある。エンジェル・マウンズは数百年前に使用されていた埋葬地とされている。
全米で142番目の規模のエヴァンズヴィル都市圏にはインディアナ州のギブソン郡、ポージー郡、バンダーバーグ郡、ウォリック郡およびケンタッキー州のヘンダーソン郡、ウェブスター郡が含まれる。エヴァンズヴィルから南東に48 kmのケンタッキー州オーエンズボロは含まれない。この都市圏は「ケンタッキアナ」と呼ばれることもあるが、「トライ=ステイト」と呼ばれることが多い。

### 気候
エバンズビルの気候は1年を通して穏やかで、四季がはっきりとしている。冬の平均気温は摂氏0度前後である。夏は30度を越える。年間の降雨量は1,050mm、降雪量は33cmほどである。ケッペンの気候区分ではCfa（温暖湿潤気候）に属する。

## 経済
エヴァンズヴィルはインディアナ州、ケンタッキー州、イリノイ州大商圏の総括局を担っている。この地域の経済基盤は安定性、多様性、存続性とされている。市内の主な産業はヘルス・ケア、金融、教育、製造である。続いて電力、倉庫業、流通業、小売業がある。
Accuride 、Atlas Van Lines 、Berry Plastics 、Mead Johnson 、Old National Bank 、Shoe Carnival 、Springleaf Financial 、Vectren などの本社がある。またロックポートのAKスティール、ニューバーグのアルコア、マウント・ヴァーモンのSABIC 、プリンストンのトヨタなど、近郊に大規模工場がある。1995年、エンターテイメント施設のトロピカーナ・エヴァンズヴィルが開業して以降、市の経済は拡大した。
エヴァンズヴィルはトライ=ステイトの中で医療、保健業界の中心となっている。ディーコネス・ゲイトウェイ病院およびディーコネス婦人病院と共にディーコネス病院、聖メアリー病院医療センターは市境のすぐ外側にあり、その大規模な医療システムは地域で最大の雇用を生み出している。ミード・ジョンソンの世界的なオペレーション・センターも地域の雇用に貢献している。
オハイオ川が近く、強固な鉄道や幹線道路などの施設があり、アメリカ合衆国税関・国境警備局に指定され、国内外への貨物の輸送の理想的な立地となった。エヴァンズヴィル都市圏からの化学薬品の海外輸出は64%となり、続いて輸送設備18%、食品製造5%となった。2007年、この都市圏は成長率および経済的影響で全米で88位となった。
冷蔵庫会社のシーガー、サーヴァル、インターナショナル・ハーヴェスターが全てワールプール・コーポレーションのエヴァンズヴィルの大規模施設に合併され、20世紀の間中、エヴァンズヴィルは「世界の冷蔵庫」と呼ばれていた。1960年代から1980年代初頭、ワールプール・コーポレーションは地域最大の雇用を誇っていたが、2009年までに拠点をエヴァンズヴィルからメキシコに移転し、300名のみ製品設計部に残すことを発表した。Berry Plastics やSABIC など多くのプラスチック工場があることから、エヴァンズヴィルは現在「アメリカのプラスチック工場」と呼ばれることがある。
Vectren の本社があり、バブコック・アンド・ウィルコックスの原子力運転機関、多くの炭鉱、Global Blade Technology 、大規模なエタノールやバイオ燃料の施設、天然ガスや石油のパイプラインの強固なネットワークなど、地域にエネルギー関連施設が多く存在し、エヴァンズヴィルは地域のエネルギーのハブとしても知られている。エヴァンズヴィルはProject Green と提携し、エネルギー産業に焦点を当てた地域経済発展計画を行っている。
エヴァンズヴィルは都市産業ゾーンに位置する企業に企業税制を施している。インディアナ州に5ヶ所しかない都市産業ゾーンの1つとして1984年に制定され、2.1平方マイル(5.4 km2)の都市産業ゾーンで在庫税などが要求される。

## 景観

### 公園
ウェッゼルマン森林自然保護区（Wesselman Woods Nature Preserve）は200エーカー (0.8 km2)近くの原生広葉樹林が広がっており、国立自然文化財に指定されている。市内に位置する原生林としては全米最大である。保護区内の自然センターは野生生物観察エリアや会議室、図書館、土産物屋を備えており、展示物を置いたり、イベントを開催したりしている。自然保護区に隣接し、ゴルフ・コース、バスケットボール・コート、テニス・コート、ビーチ・バレー・コート、ソフトボール球場、遊具場などがある。
エバンズビル市内、およびバンダーバーグ郡は65ヶ所の公園と21ヶ所の各種施設を抱え、その総面積は2,300エーカー(9 km2) を超える。自転車や歩行者用のトレイルは隣接郡にも広がり、American Discovery Trail と繋がっている。このトレイル・システムには市を取り囲む42マイルのPigeon Creek Greenway Passage が含まれる。このトレイルにはまたガーヴィン公園(N. Main Street とHeidelbach Ave の交差点)およびダウンタウンのリヴァーフロントも含まれる。市は18ホールの公営ゴルフ・コース3ヶ所、9ホールのゴルフ・コース1ヶ所を操業している。
オハイオ川を一望できるレンガ舗装の歩道やベンチのあるリヴァーフロントには、四つの自由のモニュメント、トロピカーナ・エヴァンズヴィル、ドレス・プラザなどがある。夏季のコンサートやフェスティヴァルに便利な駐車場も完備している。
郡西部の丘陵地帯、約200エーカー(0.8 km2)にわたって広がるバーデット公園（Burdette Park）は、ウォータースライダーや3つのプールを備える水上公園、軽食堂のほか、BMXのレーシングトラック、バッティングセンター、ソフトボール場、ミニゴルフコース、テニスコート、釣堀を抱える大規模な公園である。

### 近隣地域
エヴァンズヴィルには13ヶ所のアメリカ合衆国国家歴史登録財がある。

## 文化

### エンタテイメント施設
フォード・センターはダウンタウンにある最大11,000席の多目的屋内アリーナである。2011年にエヴァンズヴィル初の大規模エンターテイメント施設として開業し、主にバスケットボール、アイス・ホッケー、コンサートに使用されている。
ヴィクトリー・シアターは1,950席のエヴァンズヴィル交響楽団の本拠地である。毎年、クラシック・コンサート7公演、ポップス4公演、スペシャル・イベント・コンサート、多くの教育支援演奏などを行なっている。またこのシアターでは地元のバレエ団、モダン・ダンス、劇団、ツアーの公演も上演している。
ダウンタウンのザ・センターは2,500席で、コンサート、演劇、イベントなどが行なわれる。エヴァンズヴィル西にあるメスカー円形劇場は8,500席で、屋外コンサートやイベントなどが行なわれる。
エヴァンズヴィル・シヴィック・シアターは全米でコミュニティ・シアターがブームとなった1920年代創業の南インディアナ最古のコミュニティ・シアターである。旧セントラル高等学校の粗末なホールから始まり、エヴァンズヴィル・シヴィック・シアターはこれまでSoldiers and Sailors Memorial Coliseum、Bosse High School 、マカーディ・ホテルのローズ・ルーム、エルクス・ボールルーム、エヴァンズヴィル美術館および科学博物館など多くの機関の本拠地となった。1974年、エヴァンズヴィル・シヴィック・シアターはコロンビア映画専用劇場となった。
エヴァンズヴィル大学の演劇プログラムは毎年4回の本公演、2回のスタジオ公演を上演し、全米のプログラムでトップの1つとなっている。また他の団体より多くジョン・F・ケネディ・センターから受賞している。エヴァンズヴィル大学はイェール大学と共にオーディションなしでケネディ・センターで上演を依頼された唯一の団体である。ブロードウェイ・シアター・ウイングやその他の演劇関連賞を受賞した学生数が全米でトップである。

### イベント
エバンズビルの代表的なイベントとしては、ウェストサイド・ナット・クラブ秋祭り（West Side Nut Club Fall Festival）が挙げられる。このイベントは毎年10月第1週にダウンタウン西側の路地で開催されるものである。15万人が来場し、路地で開催されるイベントとしてはニューオーリンズのマルディ・グラに次ぐ規模である。主なアトラクションは食べ物で、揚げ菓子のエレファント・イヤーズ、アメリカン・ドッグなどの定番からチョコレートがけコオロギ、ブレイン・サンドイッチ、ワニのシチューなど珍しいものもある。ポール・ハーヴェイはこの祭よりも規模が大きいものはニューオリンズのマルディ・グラだけだと語ったことがある。
また、毎年7月に行われるエバンズビル・フリーダム・フェスティバル（Evansville Freedom Festival）も代表的な夏のイベントである。近年では、アメリカ合衆国海軍のブルーエンジェルスおよびCanadian Forces Snowbirds による飛行ショーが観客を集めている。またオハイオ河岸での花火大会が執り行われる。1979年から2009年、このイベントでは、「オハイオ川の稲妻」（Thunder on the Ohio）と呼ばれる水上滑走艇のレースが行なわれていた。
また7月には、市の北に位置する会場でバンダーバーグ郡4-Hフェア（Vanderburgh County 4-H Fair）という郡の夏祭りも行われる。
毎年8月、エヴァンズヴィル西側にある歴史的Germania Mannerchor の建物でGermania Männerchor Volksfest が3日間行なわれ、飲食物、ダンス、音楽が楽しめる。多くのドイツ系住民が民族衣装を着て参加する。8月最終週には、市の北に位置するバンダーバーグ郡4-Hフェア・グラウンドでストリート・ロッド4,000台が集結するフロッグ・フォリーズ(Frog Follies)が行なわれる。

### 芸術と博物館
エバンズビル・フィルハーモニック・オーケストラ（Evansville Philharmonic Orchestra）は、3州にまたがるエバンズビル都市圏で最大の芸術団である。1934年に結成されたこのオーケストラは約80人の楽団員を抱え、定例演奏会をはじめ、市内および近隣の各種教育機関などでもコンサートを行なっている。
エバンズビル芸術・歴史・科学博物館（Evansville Museum of Arts, History and Science）は、インディアナ州南部の総合的な文化の中心となっている。館内のコック・プラネタリウム（Koch Planetarium）はインディアナ州最古のプラネタリウムである。敷地内には19世紀から20世紀前半のインディアナ州南部の交通に関する展示物を集めたエバンズビル交通博物館（The Evansville Museum Transportation Center）も立地している。
エンジェル・マウンズ州定史跡（Angel Mounds State Historic Site）は、12世紀から15世紀にかけてのネイティブ・アメリカンの住居跡である。インディアナ州内に16ヶ所ある州立博物館・州指定史跡のひとつであるこの史跡は、全米で最も保存状態の良いネイティブ・アメリカン住居跡のひとつでもあり、1100年から1450年にこの地域に住んでいた中期ミシシッピアン族の文化を知ることのできる場所となっている。何千人もの人々が編み枝や漆喰で作られた防護柵で守られた村に住んでいた。エンジェル・マウンズは首長の村であるため、大規模コミュニティの中の中心地であった。
ライツ邸博物館（Reitz Home Museum）は、エバンズビル市内で唯一、ビクトリア様式の家屋を博物館にしたものである。同博物館は全米屈指のフランス第二帝政時代の建築物として知られている。1973年、この建物はアメリカ合衆国国家歴史登録財に指定された。
第二次世界大戦中、エバンズビルでは167隻の戦車揚陸艦(他の船35隻)を造船した、内陸最大のLST造船地であった。2005年10月、LST-325）がエバンズビルの河港につけられ、博物館(USS LST Ship Memorial )として転用され、エヴァンズヴィルがいかに戦争に関わったかを知ることができる。このLST-325は航行可能な最後の戦車揚陸艦である。
2006年9月、Children's Museum of Evansville が開館した。この博物館は2年間の構想の後、ダウンタウンの旧中央図書館に設置された。アール・デコのこの建物はアメリカ合衆国国家歴史登録財に指定された。3階建てで、展示やギャラリーなどがある。

### メスカー動物公園
1928年に開園した、メスカー・パーク動物園（Mesker Park Zoo）は全米でも最古および最大の動物園の1つである。200,000m²(5エーカー)を超える広大な敷地の中で200種、700頭以上の動物が飼育されている、これらの動物は外来植物、野草や木など様々な植物が植えられた、自然に近い環境の中で自由に動き回っている。毎年4月から8月までの間に約300万人が訪れる。

### スポーツ
エヴァンズヴィルはスポーツ・チームやイベントを支援し、多数のプロ・スポーツ選手の出身地でもある長く深い歴史がある。高校生スポーツ選手は地元の支援を受けることができ、エヴァンズヴィル大学(UE)や南インディアナ大学(USI)は全米大学体育協会(NCAA)のディビジョンIおよびディビジョンIIでそれぞれ何千人もの観客を集める。UEEvansville Purple Aces のバスケットボールのチームはフォード・センターを拠点に活動している。USIのチームはキャンパス内のUSI Physical Activities Center で活動している。
またエヴァンズヴィルはいくつかのプロ・スポーツの拠点でもある。1915年に開場したボッセ・フィールド（Bosse Field）は、ボストンのフェンウェイ・パーク、シカゴのリグレー・フィールドに次いで全米で3番目に長い歴史を持つ野球場である。独立リーグのひとつ、フロンティアリーグに所属する地元野球チーム、エバンズビル・オッターズは1995年よりこの球場を本拠地としている。アターズには、2001年より法政大学出身外野手、根鈴雄次、2003年より愛知学院大学出身で元日本ハムファイターズ外野手の村西辰彦が所属していた。
ECHLのプロ・アイスホッケー・チームであるエヴァンズヴィル・アイスメンはフォード・センターを拠点に活動している。ECHLはアメリカン・ホッケー・リーグ(AHL)およびNHLの下部リーグである。アイスメンは昨シーズン平均5,500名以上を集客し、2012年、ベスト・ローカル・スポーツ・イベントの1つに選ばれた。アイスメンは現在AHLのスプリングフィールド・ファルコンズの傘下である。
エヴァンズヴィル・クラッシュはプレミア・アリーナ・サッカー・リーグ(PASL)のセミプロ・サッカー・チームである。エヴァンズヴィル・エンフォーサーズはグレート・ミッドウエスト・フットボール・リーグのセミプロ・アメリカンフットボール・チームである。
| チーム名                           | 種目                   | 創立年 | リーグ                                         | 本拠地                     |
| ---------------------------------- | ---------------------- | ------ | ---------------------------------------------- | -------------------------- |
| エバンズビル・オッターズ           | 野球                   | 1995   | フロンティアリーグ                             | ボッセ球場                 |
| エヴァンズヴィル・アイスメン       | アイスホッケー         | 2008   | ECHL                                           | フォード・センター         |
| エヴァンズヴィル・クラッシュ       | サッカー               | 2010   | プレミア・アリーナ・サッカー・リーグ           | メトロ・スポーツ・センター |
| エヴァンズヴィル・エンフォーサーズ | アメリカンフットボール | 2011   | グレート・ミッドウエスト・フットボール・リーグ | ライツ・ボール             |

またエヴァンズヴィルはDemolition City Roller Derby とRollergirls of Southern Indiana の女子ローラーゲーム2チームの本拠地でもある。
1957年から1975年、2002年から2014年、NCAA Men's Division II Basketball Championship (Elite Eight)の開催地となった。1999年から2007年、Roberts Municipal Stadium はGreat Lakes Valley Conference のバスケットボールのトーナメント開催地となった。また2013年、フォード・センターが同イベントの開催地となった。NCAAの多くのディヴィジョンIのイベントがエヴァンズヴィルで開催されている。1983年、Roberts Municipal Stadium はNCAA男子バスケットボールトーナメントの第1ラウンドを開催し、1980年と1983年にはMidwestern City Conference (現Horizon League )の男子バスケットボールトーナメントを開催した。
1979年から2009年、オハイオ川でThunder on the Ohio を開催していた頃、H1 Unlimited の水上飛行機のレースを執り行っていた。それ以前の1938年から1940年にもThunder on the Ohio を行なっていた。
またサッカーおよびアイスホッケー用の近代的施設Goebel Soccer Complex を有している。オリンピック・サイズの灌漑装置付きのギョウギシバコート9面、オリンピック・サイズの人工芝コート1面を有する70エーカー(280,000 m2)の施設である。さらにEVSC Fields はサッカー・コート2面を有し、高校のレギュラーシーズンおよびポストシーズンに使用される。Swonder Ice Arena は2002年秋にオープンした2面のリンク、フィットネス・センター、スケート場、イベント会場を備えた施設である。Evansville Vanderburgh School Corporation の学校はSouthern Indiana Athletic Conference の水泳およびダイビングにロイド・プールを使用している。

### カジノ
市の南を流れるオハイオ川には、1996年に開業したカジノ・アズター・エバンズビル（Casino Aztar Evansville）のカジノ船が浮かんでいる。この船の定員は2,700名である。河岸には乗船場・各種ショップ・レストラン・休憩を備えたパビリオンが建っている。250室を備えるホテルもあり、連絡通路でパビリオンとつながっている。

## メディア
エバンズビル・クーリエ・アンド・プレス紙（Evansville Courier & Press）は、エバンズビル唯一の日刊紙で、E.W.スクリップス社（E.W. Scripps Company）による経営の下で刊行されている。同社はエバンズビル都市圏の月刊経済紙であるエバンズビル・ビジネス・ジャーナル紙（Evansville Business Journal）も刊行している。また、近隣のケンタッキー州ヘンダーソン市（Henderson）でも新聞を刊行している。このほかのエバンズビルの紙メディアとしては、タッカー出版グループ（Tucker Publishing Group）が出版している隔月誌エバンズビル・リビング（Evansville Living）や、無料のエンターテイメント誌ニューズ4U（News4U）、アフリカン・アメリカン向けの月刊紙アワ・タイムズ（Our Times）がある。
エバンズビルのテレビ市場は全米100位の規模で、主要各テレビ局が市内に支局を置いている。また、エバンズビルはラジオ局32局を有する。エバンズビル大学もFMラジオ局を有しており、オルタナティブ、クラシック、ジャズといった幅広いジャンルの音楽番組を放送している。

## 教育

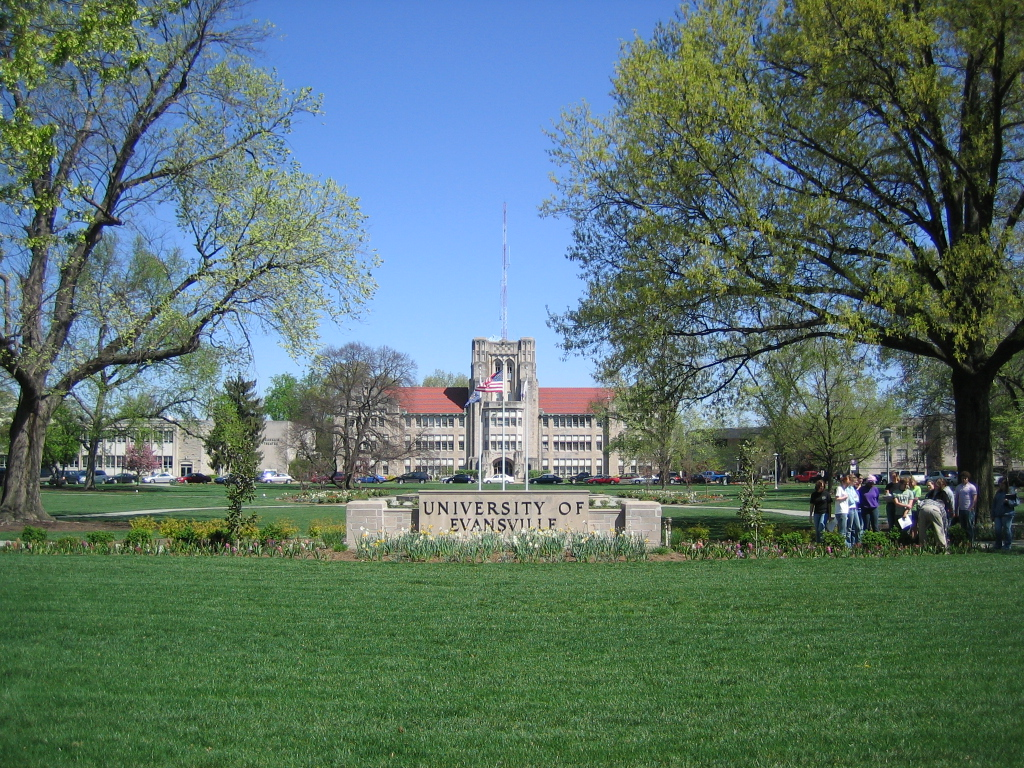
エバンズビル大学

エバンズビルは市内とその周辺に公立小学校20校、公立中学校11校、公立高校5校のほか、私立高校4校（うち2校はローマ・カトリック系）を有している。私立のシグネチャー高校（Signature School）はニューズウィーク誌の全米高校ランキングトップ100で第54位にランクされた優秀な高校である。インディアナ州内の高校で同ランキングのトップ100に入ったのは、シグネチャー高校ただ1校だけである。
また、エバンズビルにはトヨタ自動車の進出もあり、日本人が比較的多いことから、南インディアナ補習授業校が土曜日に日本語の授業を行っている。

### 高等教育
エヴァンズヴィルはいくつかの高等教育機関を有している。エヴァンズヴィル大学(UE)は小規模私立大学で、約3,050名が在籍している。1854年にムーアズ・ヒル・カレッジとして開校し、リベラル・アーツと科学の分野の学科がある。演劇の分野で全米に知られており、卒業生がテレビや映画に出演している。学生の約半数がイングランドのリンカンシャーのグランサムにあるHarlaxton College などのサテライト・キャンパスを含む海外に留学する。スポーツ・チームであるパープル・エイスィズはNCAAのディヴィジョンIに加盟している。Missouri Valley Conference に所属し、United Methodist Church と提携している。
南インディアナ大学(USI)はエヴァンズヴィル近郊にある州立大学である。1965年に開校し、近年学生数が増加し、約10,800名以上の学生を抱えており、インディアナ州立総合大学でも最速の成長を遂げている。USIのスポーツ・チームであるスクリーミング・イーグルスはNCAAのディヴィジョンIIに加盟している。また、インディアナ大学の医学部が南インディアナ大学のキャンパス内に医学教育センターを設置している。このプログラムは元々The University of Evansville's Health Department および提携しているインディアナ大学と州政府の一部であった。
この他エヴァンズヴィルにはIvy Tech Community College of Indiana 、ITT Technical Institute 、Harrison College 、Oakland City University's School of Adult and Extended Learning がある。

### 図書館
エヴァンズヴィルには図書館システムで受賞歴のあるEvansville Vanderburgh Public Library (EVPL)がある。市と郡のシステムが統合されており、インディアナ州最大の図書館の1つとなっている。『Library Journal 』誌において、全米で上位1%しか取得できない五つ星を獲得した。2010年、Hennen's American Public Library Ratings で第10位に、また人口比により第8位にランクインした。
他に私立図書館のWillard Library もある。1881年に公立図書館として開館し、人種に関わらず利用できる19世紀後半としては進歩的な図書館であった。一般的出版物の他、大量の重要な地元の文書、系譜学資料などが所蔵されている。ゴシック・リヴァイヴァル建築のこの建物は1972年にアメリカ合衆国国家歴史登録財に指定された。

## 交通
市の玄関口となる空港はダウンタウンの北約6kmに位置するエバンズビル地域空港（Evansville Regional Airport）である。全米各地から1日50便以上の航空機が発着する。空港から市内各地へは、エバンズビル都市圏交通局（METS）が運営する路線バスの便がある。また、市内の主要ホテルにはシャトルの便もある。
市の北郊を州間高速道路64号線が東西に走っている。I-64はセントルイスとバージニアビーチを結ぶ高速道路で、途中ルイビル・レキシントン・リッチモンドなどの都市を通る。I-64の支線であるI-164は本線とエバンズビルのダウンタウンとを結んでいる。セントルイスへは西へ約270km（所要2時間半）、ルイビルへは東へ約190km（所要約1時間45分）である。
将来的には州間高速道路69号線が南へテキサス州ブラウンズビルまで延伸され、エバンズビルを通る予定である。I-69は現在インディアナポリスからミシガン州フリントを通りカナダ国境へと通じており、完成するとカナダとメキシコそれぞれの国境に通ずる2本目の高速道路になる予定である。延伸に伴い、エバンズビルではI-164がI-69本線に格上げされる予定となっている。

## 人口動態
以下は2000年国勢調査における人口統計データである。
| 基礎データ - 人口: 121,582人 - 世帯数: 52,273世帯 - 家族数: 30,527家族 - 人口密度: 1,153.4人/km²（2,987.0人/mi²） - 住居数: 57,065軒 - 住居密度: 541.3軒/km²（1,402.0軒/mi²） 人種別人口構成 - 白人: 86.24% - アフリカン・アメリカン: 10.92% - ネイティブ・アメリカン: 0.21% - アジア人: 0.72% - 太平洋諸島系: 0.05% - その他の人種: 0.49% - 混血: 1.37% - ヒスパニック・ラテン系: 1.14% 年齢別人口構成 - 18歳未満: 22.7% - 18-24歳: 11.5% - 25-44歳: 28.6% - 45-64歳: 21.0% - 65歳以上: 16.2% - 年齢の中央値: 36歳 - 性比（女性100人あたり男性の人口） - 総人口: 88.8 - 18歳以上: 85.1 | 世帯と家族（対世帯数） - 18歳未満の子供がいる: 26.6% - 結婚・同居している夫婦: 40.8% - 未婚・離婚・死別女性が世帯主: 13.7% - 非家族世帯: 41.6% - 単身世帯: 35.1% - 65歳以上の老人1人暮らし: 13.5% - 平均構成人数 - 世帯: 2.24人 - 家族: 2.90人 - 収入の中央値 - 世帯: 31,963米ドル - 家族: 41,091米ドル - 性別 - 男性: 30,922米ドル - 女性: 21,776米ドル - 人口1人あたり収入: 18,388米ドル - 貧困線以下 - 対人口: 13.7% - 対家族数: 10.1% - 18歳未満: 19.0% - 65歳以上: 8.4% |

## ポピュラー・カルチャー

### 映画およびテレビ
1992年、『プリティ・リーグ』の試合のシーンがボッセ球場で撮影された。1915年に開業したこの野球場は、アメリカで現在も使用されている野球場で1912年開業のマサチューセッツ州ボストンにあるフェンウェイ・パーク、1914年開業のイリノイ州シカゴにあるリグレー・フィールドに続き3番目に古い。この野球場は女性球団Racine Belles の本拠地であった。
1988年から1997年に放送されたシットコム『Roseanne 』の外観はエヴァンズヴィルおよび近郊で撮影され、現在もファンが写真撮影に訪れる。コナー邸は南ラニーミード通り619番地に位置し、ロボ・ラウンジはエドガー通りとルイジアナ通りの角のピザ屋である。プロデューサーの1人のマット・ウイリアムズはエヴァンズヴィル生まれでエヴァンズヴィル大学演劇学科卒業である。彼はウィンド・ダンサー・プロダクションの共同創立者の1人で『Home Improvement 』など多くのシットコム、映画、ブロードウェイのストレイト・プレイなどに携わっている。
『ザ・デイリー・ショー』で2回エヴァンズヴィルが取り上げられた。1回目はコメディアンのキャロット・トップが歴史的なヴィクトリー・シアターの再開に関わるエピソードであった。2回目は市議会に出ずにロバーツ・スタジアムで行なわれたシェールのコンサートに行った元市長のラッセル・ロイド・ジュニアをからかうエピソードであった。
エヴァンズヴィルはアルトン・ブラウンの『Feasting on Asphalt 』でも取り上げられたことがある。アルトンとスタッフ達は歴史的グレイハウンド乗車場の自動販売機、YWCAの喫茶室にランチ、Hilltop Inn にブレイン・サンドイッチとバーゴのために訪れた。他に『Ghost Hunters 』でウイラード図書館に出没するという幽霊Gray Lady を探すエピソード、ウエザー・チャンネルの『Storm Stories 』で2005年に起きた竜巻についてのエピソードなどが放送された。また2007年の『プリズン・ブレイク』のエピソード『シカゴへ……(Chicago )』でサラ・タンクレディがマイケル・スコフィールドとリンカーン・バローズと会うのがエヴァンズヴィルであった。2012年、イギリスのテレビ番組『Supersize vs Superskinny 』でアメリカにおいて肥満の住民の割合が高いことでエヴァンズヴィルが取り上げられた。

### 文学
1955年のウラジーミル・ナボコフの小説『ロリータ』、1962年のウォーカー・パーシーの小説『The Moviegoer 』、1969年のロバート・シルヴァーバーグのサイエンス・フィクション小説『To Live Again 』にもエヴァンズヴィルが登場する。
2004年のマイク・ウイッカーの『Invitation to Valhalla 』など、エヴァンズヴィルは歴史フィクション小説によく登場する。この小説は第二次世界大戦中、ドイツ人スパイErika Lehmann がLSTに潜入しようとした記録を基に描かれている。

## 著名な出身者

### 政治家、法律家、活動家等
- エドウィン・デンビ - 海軍秘書(1921-1924)、「ティーポット・ドーム事件」に関わった。

### スポーツ関連
- アンディ・ベネス - 元ドラフト1位指名MLB野球選手、元オリンピック・アメリカ代表
- ジェイミー・キャロル - 野球選手
- ボブ・グリーシー - アメリカンフットボール選手
- ドン・マッティングリー - 元ニューヨーク・ヤンキース野球選手、ロサンゼルス・ドジャースの監督
- ポール・スプリットオフ - 野球選手

### 俳優、女優
- エイヴリー・ブルックス - 俳優。『スタートレック:ディープ・スペース・ナイン』、『私立探偵スペンサー』など。
- ルイーズ・ドレッサー - 女優
- デビッド・エンゲ - 俳優。『ゾンビ』など。
- マイケル・ミシェル - 女優。『ER緊急救命室』など。

### 音楽家
- カイル・バーンズ - フォーエヴァー・ザ・シッケスト・キッズのドラム奏者
- アンディ・ティモンズ - ギタリスト、音楽ディレクター、ソロ・アーティスト

## 姉妹都市
- 栃木（ 日本）
- オスナブリュック（ ドイツ）
- Tizimín（ メキシコ）